# Hamza al-Mustafa

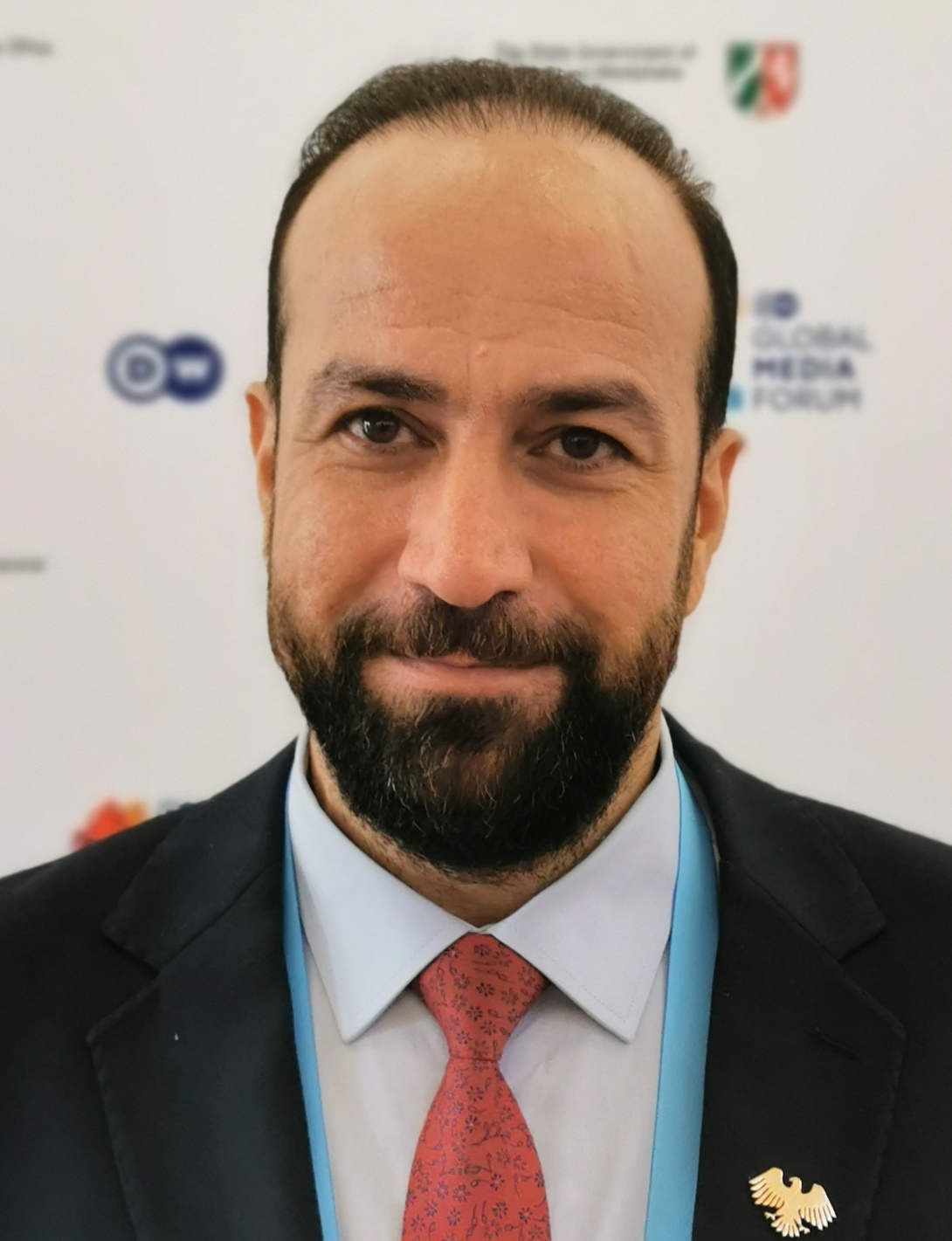
Hamza al-Mustafa (2025)

Hamza al-Mustafa (arabisch حمزة المصطفى, DMG Ḥamza al-Muṣṭafā; * 1985 in Hama, Syrien) ist ein syrischer Akademiker, Wissenschaftler und Medienmanager. Seit dem 29. März 2025 ist er Minister für Information in der zweiten syrischen Übergangsregierung.

## Biografie
Al-Mustafa hat an der Universität Exeter im Vereinigten Königreich promoviert. Er hat mehrere Studien, Bücher und Artikel zu politischen und medienwissenschaftlichen Themen in Syrien veröffentlicht.
Al-Mustafa arbeitete als Wissenschaftler am Arab Center for Research and Policy Studies in Katar, wo er sich mit politischen und sozialen Fragen in Syrien und der weiteren Region konzentrierte. Später wurde er Generaldirektor von Syria TV, wo er für den Betrieb und die redaktionelle Leitung des Senders verantwortlich war.
Am 29. März 2025 wurde er zum parteilosen Informationsminister in der zweiten syrischen Übergangsregierung ernannt.